# Michel Riu
Pour les articles homonymes, voir Riu.
Michel Riu, né le 29 décembre 1956 à Paris, est un illustrateur français.